# Boletines de mar y tierra
Boletines de mar y tierra es el nombre del tercer libro de poemas publicado por el autor ecuatoriano Jorge Carrera Andrade en el año de 1930.

## Resumen
Con este libro el autor abandona la temática meramente bucólica y empieza a abrazar el cosmopolitanismo, rasgo que marcará el resto de su vida por los innumerables viajes que realizó. El libro tendría un prólogo por Gabriela Mistral que describiría la poesía de Carrera Andrade como "indofuturismo", vinculando su obra netamente con los movimientos vanguardistas que en la literatura estaban teniendo prominencia. Sin embargo Carrera Andrade no abrazó este concepto y en etapas posteriores se refirió a su poesía como panteista. 
Además del viaje y la metáfora que usaría con este concepto a lo largo de su obra, este libro es importante porque presenta por primera vez un micrograma, composición poética breve inspirada en el epigrama y que después desarrollaría en sus posteriores publicaciones.

### El palimpsesto de microgramas
La sección de microgramas de este libro se caracteriza por tener en cada página presenta dos o tres breves composiciones poéticas distribuidas de forma variada. Un aspecto distintivo es la inclusión de microgramas que parecen pequeñas "pegatinas", reminiscencias de recortes de periódico donde pudieron haber aparecido inicialmente, transformados ahora en elementos adhesivos dentro del libro. Este enfoque genera una doble sensación en el lector. Por un lado, evoca la idea de un palimpsesto, invitando a una lectura atenta de ambas caras de la página en busca de significados ocultos. Por otro lado, los microgramas sugieren la imagen de hojas sueltas o volantes que han aterrizado en el texto, trayendo consigo ecos del mar y la tierra. Esto remite a un uso sofisticado de las técnicas del collage y el montaje. La disposición diversa de microgramas "adhesivos" e "impresos" estimula la participación activa del lector, quien se ve impulsado a yuxtaponerlos mentalmente, buscando paralelismos y contrastes entre las "definiciones poéticas, la imagen y el tono lírico" que cada uno contiene. En última instancia, se exploran las múltiples analogías que los microgramas proponen, tanto individualmente como en su combinación. Estas analogías se entrelazan y multiplican en la página, creando una suerte de "plurimontaje" donde la razón de la coexistencia de microgramas aparentemente dispares – como uno inspirado en una tortuga y otro en una chimenea – no siempre es evidente. Una posibilidad es que su presencia conjunta busque forzar la simultaneidad de elementos distantes e incoherentes. No obstante, también existe la posibilidad de que sea una "corriente subterránea ordenadora" que sutilmente conecta sus coincidencias.

## Estructura
El libro tiene abundantes poemas, más que en sus anteriores poemarios y encontramos los siguientes:
- Cuaderno de mar
- Boletín de viaje
- Costas del día
- Curazao
- Faena del alba
- Mercadería oceánica
- Cuaderno de tierra
- Saludo de los puertos
- El desayuno del mundo
- La extrema izquierda
- Biografía
- El hombre del Ecuador bajo la torre Eiffel
- Más sobre las ventanas
- Espejo de comedor
- Pintura
- Encuentro de Barcelona
- Temperaturas
- Mandarina
- Árbol de cacao
- Poema hidrográfico
- Boletín del mal tiempo
- Microgramas
- Colibrí
- Ostión
- Habitante de la meseta
- Tortuga
- Grano de maíz
- Moscardón
- Nuez
- Pescado
- Lo que es el caracol
- El ratón
- Mecanografía
- Bergsonismo
- Cuaderno de poemas indios
- Domingo
- Sierra
- Indiada
- Fiesta de San Pedro
- Caracol
- Tierras, bosques
- Corte de cebada
- Levantamiento